# Terpna subnubigosa
Terpna subnubigosa är en fjärilsart som beskrevs av Louis Beethoven Prout 1927. Terpna subnubigosa ingår i släktet Terpna och familjen mätare. Inga underarter finns listade i Catalogue of Life.